# Ɬ
Cette page contient des caractères spéciaux ou non latins. S’ils s’affichent mal (▯, ?, etc.), consultez la page d’aide Unicode.
Le l sanglé, ɬ, est une lettre additionnelle de l’alphabet latin utilisée comme symbole phonétique dans l’alphabet phonétique international et comme lettre dans l’écriture de quelques langues d’Amérique du Nord dont l’alabama, du comox, du colville-okanagan et du yakama. Elle est composée d’un L avec une sangle inscrite.

## Utilisation
Dans l’alphabet phonétique international, le l sanglé représente une consonne fricative latérale alvéolaire sourde. Il est adopté comme symbole pour cette consonne en 1928, ayant déjà été utilisé par Clement Martyn Doke dans The phonetics of the Zulu language (1921-1923 et 1926) et A textbook of Zulu grammar (1927) ou par S. Jones dans Welsh Phonetic Reader (1926).

## Représentation informatique
Le L sanglé peut être représenté avec les caractères Unicode suivants (alphabet phonétique international, latin étendu D) :
| formes    | représentations | chaînes de caractères | points de code | descriptions                     |
| --------- | --------------- | --------------------- | -------------- | -------------------------------- |
| capitale  | Ɬ               | Ɬ                     | U+A7AD         | lettre majuscule latine l sanglé |
| minuscule | ɬ               | ɬ                     | U+026C         | lettre minuscule latine l sanglé |

## Sources
- Association phonétique international, « desizjɔ̃ ofisjɛl », lə mɛːtrə fɔnetik [Le Maître phonétique],‎ juillet–septembre 1928, p. 51–53 (JSTOR 44704266)
- (en) Clement M. Doke, « A dissertation on the phonetics of the Zulu language », Bulletin of the school of oriental studies, vol. 2,‎ 1921-1923 (lire en ligne)
- Joshua M. Jensen et Karl Pentzlin, Proposal to encode a Latin Capital Letter L with Belt (no N4228), 2012 (lire en ligne)
- Timothy Montle, Alabama Dictionary, University of North Texas.
- L’alphabet klahoose, FirstVoices.ca
- L’alphabet nsyilxcən, Firstvoices.ca
- L’alphabet sliammon, FirstVoices.ca